# Asola
Asola, Lombardy là một đô thị và cộng đồng (comune) ở tỉnh Mantova trong vùng Lombardia miền bắc nước Ý. Asola nhận được danh hiệu danh dự của thành phố với một nghị định tổng thống ngày 23 tháng 10 năm 1951.
Đô thị Acireale có diện tích ki lô mét vuông, dân số thời điểm năm 2005 là 49.006 người.
Đô thị này có các đơn vị dân cư (frazioni) sau:
Các đô thị giáp ranh: 
Năm 1516, khi nó là một phần của Cộng hoà Venice, quân đội Áo Maximilian I đã không thành công bao vây Asola. Sự kiện này được miêu tả trong một bức tranh Tintoretto, The Siege Asola.